# Leger van het Noorden (Franse Revolutie)

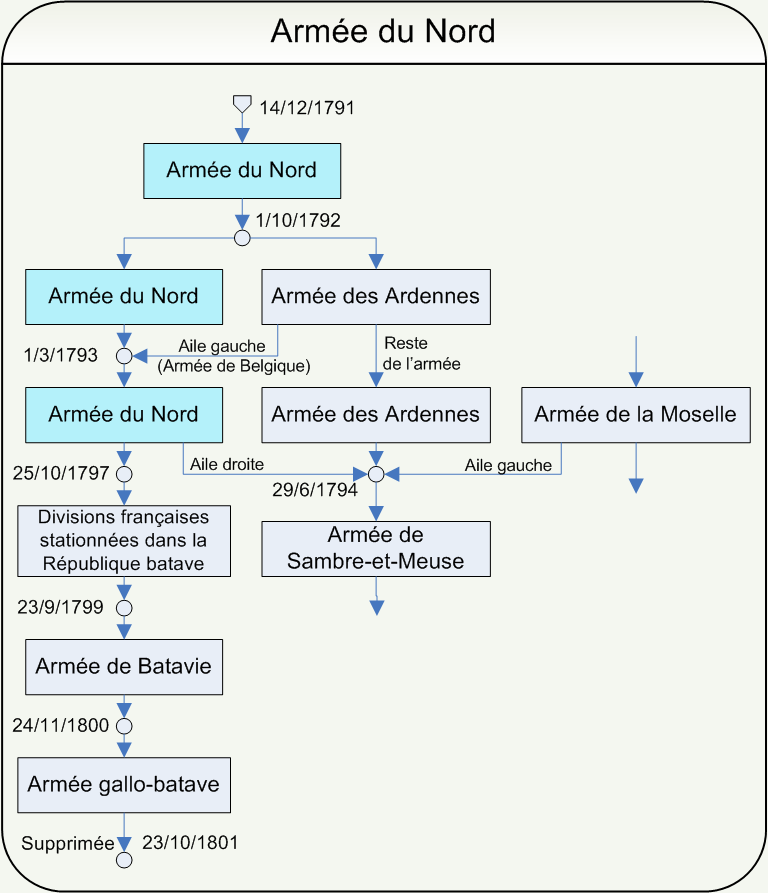
Evolutie van het Leger van het Noorden

Het Leger van het Noorden (Frans: Armée du Nord) was een leger van revolutionair Frankrijk dat gecreëerd werd op 14 december 1791 en onder die naam bestond tot 1797. In de Eerste Coalitieoorlog droeg het het grootste deel van de oorlogsinspanningen in 1792 en 1793 bij de verdediging van het noorden van Frankrijk en bij de verovering van de Oostenrijkse Nederlanden en de Republiek der Zeven Verenigde Nederlanden. 
In 1797 werd het leger opgeheven. De troepen van het leger werden omgevormd in een bezettingsmacht van de Bataafse Republiek onder de naam divisions françaises stationnées dans la République batave.